# パンチャシラ

インドネシアの国章、ガルーダ・パンチャシラ。神鳥ガルーダが抱える盾に描かれた5つのエンブレムは、パンチャシラの5原則を示す

パンチャシラ（インドネシア語: Pancasila）とは、インドネシアの国是となっている建国5原則をさす。スハルト体制期には特に、国民統合のイデオロギー、体制の正統性原理となった。インドネシアが独立を宣言した1945年8月に制定された「1945年憲法」前文にその文言が刻まれている。

## 概要
その建国5原則は現在、以下の順番で数えられている。
1. 唯一神への信仰 （Ketuhanan Yang Maha Esa）
2. 公正で文化的な人道主義 （Kemanusiaan Yang Adil dan Beradab）
3. インドネシアの統一 （Persatuan Indonesia）
4. 合議制と代議制における英知に導かれた民主主義 （Kerakyatan Yang Dipimpin oleh Hikmat Kebijaksanaan, Dalam Permusyawaratan / Perwakilan）
5. 全インドネシア国民に対する社会的公正 （Keadilan Sosial bagi seluruh Rakyat Indonesia）

1945年憲法の制定に先立って1945年6月1日、日本軍政末期に開かれた独立準備調査会で、スカルノが発表した5原則が、その前身となっている。そこでは、
1. インドネシア民族主義 （Kebangsaan Indonesia）
2. 国際主義ないし人道主義 （Internasionalisme）
3. 全員一致の原則ないし民主主義 （Musyawarah Mufakat）
4. 社会的繁栄 （Kesejahteraan Sosial）
5. 唯一神への信仰 （Ketuhanan Yang Berkebudayaan）

という順序になっている。ここで第5項に並んでいた「唯一神への信仰」が、現今のパンチャシラでは第1項に挙げられるようになっている。
人口の約9割がムスリムであるインドネシアの政体は、イスラム諸国会議機構（OIC）に加盟しているとはいえ、世俗主義である。その理由として、少数とはいえ、キリスト教徒やヒンドゥー教徒を国民として抱えていることが挙げられる。また、この原則から、無神論は容認されていない。スハルト政権下で徹底的に排除された共産主義が国是に反することを標榜している。
また、現行5原則の第3項、第4項、および旧5原則の第1項、第3項からは、地縁的・文化的紐帯を持たないまま、旧オランダ領東インドから統一国家として独立したインドネシア（という「想像の共同体」）が、国家分裂の危機を内包していたことが見える。
多種多様な民族からなる多民族国家インドネシアにおいて、各種族・各宗派・各団体がそれぞれの主張に固執すれば、国家の求心力の維持が難しくなる。スカルノが「指導される民主主義」といい、スハルトが「パンチャシラ民主主義」を主張し、自由主義や複数政党制、議会制民主主義を「西欧的」と牽制してきたのは、そうした歴史的背景がある。
インドネシアではイスラム教、プロテスタント、カトリック、ヒンドゥー教、仏教、儒教の6つの宗教が公認されているが、無神論は違法であり、公言をすると逮捕される可能性がある。
2016年、ジョコ・ウィドド大統領によって、6月1日が「パンチャシラの日」という祝日に制定された。

## 関連文献
- 土屋健治　『インドネシア民族主義研究 -タマン・シスワの成立と展開-』　創文社、1982年。
- 高橋宗生　「国民統合とパンチャシラ」　安中章夫・三平則夫編『現代インドネシアの政治と経済 -スハルト政権の30年-』　アジア経済研究所、1995年。
- 増田与、後藤乾一、村井吉敬『現代インドネシアの社会と文化』現代アジア出版会、1979年。
- Feith, Herbert and Lance Castles eds, Indonesian Political Thinkings 1945-1965, Cornell University Press, 1970
- Adnan Buyung Nasution, The Aspiration for Constitutional Government in Indonesia : A Socio-legal Study of the Indonesian Konstituante 1956-1959, Pustaka Sinar Harapan, Jakarta, 1992

## 脚註
1. ↑  “フェイスブックで逮捕された無神論者”. ニューズウィーク. (2012年3月14日)
2. ↑  “「パンチャシラの日」制定　６月１日　国家５原則　未来への希望”. じゃかるた新聞. (2016年6月2日) {{cite news}}: |date=の日付が不正です。 (説明)⚠